# No Heads Are Better Than One
No Heads are Better Than One è il secondo album solista del batterista Californiano Jack Irons, ex Red Hot Chili Peppers, Pearl Jam e Eleven.
L'album è stato pubblicato il 24 agosto 2010  per l'etichetta Breaching Whale Records.

## Tracce
Testi e musiche di Jack Irons.
1. Sonic Tonic – 2:33
2. Doubloons – 4:11
3. Right Between The Ears – 4:35
4. Moon Tune – 3:07
5. Submarine Fez – 3:45
6. Love Is All We Want – 2:49
7. Psy-fi Disco – 5:11
8. Nothing Opens Everything – 4:43
9. Timbale Space Stew – 3:58
10. Don't Sock Me (Bonus Track) – 5:11